# Iolanda di Bar
Iolanda di Bar, conosciuta anche come Violante di Bar. Yolande in francese, Violant in catalano, in aragonese e in inglese, Violante in spagnolo, in asturiano e in basco, Iolanda o Violante in portoghese e in galiziano, Jolanda in fiammingo e Yolande in tedesco (1364 – Barcellona, 13 agosto 1431), nobile lorenese, fu regina consorte di Aragona,  di Valencia, di Maiorca, di Sardegna e di Corsica, Contessa consorte di Barcellona e delle altre contee catalane dal 1387 al 1396.

## Origine
Iolanda, secondo l'estratto della Histoire Latine du Roy Charles VI, datato 1404 della Histoire généalogique de la maison royale de Dreux (Paris), Luxembourg, Preuves de l'histoire de la maison de Bar-le Duc era la figlia femmina quartogenita del marchese di Pont-à-Mousson e duca di Bar, Roberto I e della moglie, Marie di Valois, figlia di Giovanni II di Francia e di Bona di Lussemburgo, quindi sorella del re di Francia, Carlo V.
Roberto I di Bar, secondo l'estratto della corte del Parlamento, datato 1353 della Histoire généalogique de la maison royale de Dreux (Paris), Luxembourg, Preuves de l'histoire de la maison de Bar-le Duc era il figlio maschio primogenito del Conte di Bar, di Mousson, Enrico IV e della moglie, Yolanda di Dampierre, che era figlia di Roberto († 1331), signore di Marle e Cassel e di Giovanna di Bretagne; Yolanda era nipote di Roberto III, conte di Flandre, di Iolanda di Borgogna-Nevers, contessa di Nevers, e d'Arturo II, duca di Bretagna, et de Iolanda, contessa di Montfort.

## Biografia

Blasone dei conti e poi duchi di Bar.

Il 2 febbraio 1380, Iolanda sposò,  a Montpellier, il duca di Gerona, Giovanni (1350-1396).
Iolanda era la seconda moglie di Giovanni, che era vedovo, da circa due anni, di Marta di Armagnac, ma secondo alcuni è da considerare come terza moglie, in quanto Giovanni, prima di sposare Marta, il 16 luglio 1370, aveva siglato un contratto di fidanzamento con la figlia postuma del re di Francia, Filippo VI e di Bianca di Navarra, Giovanna di Francia (1351-1371), che però morì l'anno dopo mentre si recava in Aragona per conoscere il promesso sposo. Il matrimonio era stato fortemente contrastato dal padre, Pietro IV, che aveva l'obiettivo di estendere i domini della Corona d'Aragona anche sulla Sicilia, e lo spingeva a sposare la regina di Trinacria, Maria di Sicilia, affinché Maria non sposasse il duca di Milano, Giangaleazzo Visconti.
Subito dopo il matrimonio, Iolanda, che cercava di avere un ruolo anche politico a corte, si mise in urto col suocero, il re, Pietro IV il Cerimonioso, e soprattutto col la sua quarta moglie, la regina consorte, Sibilla di Fortià, anche perché non era la moglie che la coppia regale avrebbe voluto.
Nel 1387, suo marito, Giovanni ascese al trono della Corona d'Aragona, come Giovanni I detto il Cacciatore.
Iolanda, di fronte alla mancanza di volontà del marito, che preferiva la caccia ai doveri regali, o incapacità di agire, nei periodi in cui Giovanni soffriva per gli attacchi di una malattia, che lo assillò per tutta la vita, che probabilmente era epilessia, di fronte alle richieste per la riorganizzazione della casa reale e le altre riforme amministrative, si sostituiva al marito. Come, nel novembre 1388, quando, nelle Cortes di Monzón, incontrò i rappresentanti cittadini e riuscì a proporre un compromesso che scongiurò la crisi.
Siccome, dopo la morte di Pietro IV, la regina consorte, Sibilla di Fortià, che era stata privata di tutte le rendite, fuggì dalla corte e si rifugiò a Sant Martí Sarroca. I parenti di Sibilla, tra cui il conte di Empuries, si ribellarono e si allearono al conte di Armagnac, Giovanni III, che inviò delle truppe ad invadere la Catalogna.  Nell'1389-90, l'attacco si verificò verso l'Alt Empordà ed arrivo sino a Gerona. Nel 1390, gli invasori furono sconfitti dalle truppe aragonesi e Sibilla, che era stata catturata, fu privata anche della libertà e rinchiusa nel castello di Montcada, ma, in cambio della rinuncia a tutte le sue prerogative, le fu concessa una pensione.

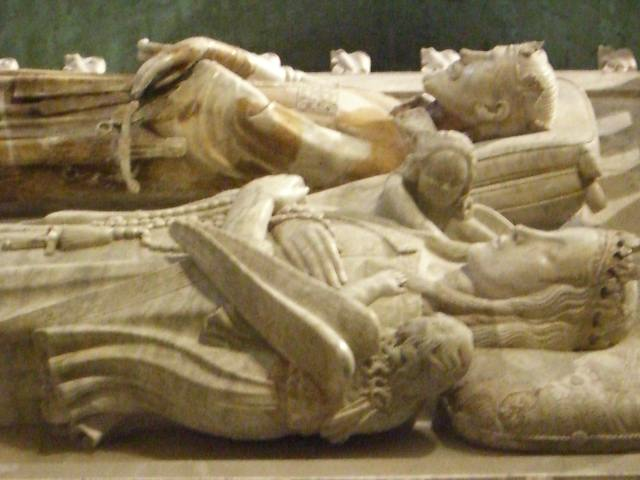
Monumento funebre di Giovanni I di Aragona e di Iolanda di Bar.

Nel 1396, Iolanda rimase vedova, e dato che di tutti i figli di Giovanni I, sia suoi che della precedente moglie, Marta di Armagnac, erano rimaste in vita solo due figlie, femmine, al trono della corona d'Aragona, ascese il fratello di Giovanni, Martino I.
Nel 1400, l'unica dei suoi sette figli ancora in vita, anche lei di nome Iolanda, ad Arles, sposò Luigi II d'Angiò, figlio del duca d'Angiò, Luigi I, conte di Provenza e nominalmente Re di Napoli dal 1382.
Iolanda di Bar morì il 13 agosto 1431, a Barcellona. La sua tomba si trova, accanto a quella del marito Giovanni I il Cacciatore, nel Monastero di Santa Maria di Poblet.

## Figli
Iolanda a Giovanni diede sei (o sette) figli:
- Giacomo d'Aragona (1382-1388), Duca di Gerona e Conte di Cervera
- Iolanda di Aragona (1384-1442), che, nel 1400, sposò Luigi II d'Angiò, conte di Provenza e Re titolare di Napoli. Iolanda e poi i suoi figli (Luigi fu uno dei pretendenti al trono, dopo la morte di Martino il Vecchio, nel 1410) dopo la morte della sorellastra Giovanna (1407), reclamarono il Regno di Aragona.
- Ferdinando d'Aragona (1389), Duca di Girona e Conte di Cervera
- Antonia d'Aragona (1391-1392)
- Giovanna d'Aragona (1392-1396)
- Eleonora d'Aragona[11](1393)
- Pietro d'Aragona (1394), Duca di Girona e Conte di Cervera

## Ascendenza
|                                          |                               |                                                     | Genitori                                                                  |  |  | Nonni |  |  | Bisnonni                   |  |  | Trisnonni                    |  |
|                                          |                               |                                                     |                                                                           |  |  |       |  |  | 8. Edoardo I, conte di Bar |  |  | 16. Enrico III, conte di Bar |  |
|                                          |                               |                                                     |                                                                           |  |  |       |  |  | 8. Edoardo I, conte di Bar |  |  | 16. Enrico III, conte di Bar |  |
|                                          |                               | 17. Eleonora d'Inghilterra                          |                                                                           |  |  |       |  |  | 8. Edoardo I, conte di Bar |  |  |                              |  |
| 4. Enrico IV, conte di Bar               |                               |                                                     |                                                                           |  |  |       |  |  | 8. Edoardo I, conte di Bar |  |  |                              |  |
|                                          |                               | 9. Maria di Borgogna                                | 18. Roberto II, duca di Borgogna                                          |  |  |       |  |  |                            |  |  |                              |  |
|                                          |                               | 9. Maria di Borgogna                                | 18. Roberto II, duca di Borgogna                                          |  |  |       |  |  |                            |  |  |                              |  |
|                                          |                               | 9. Maria di Borgogna                                | 19. Agnese di Francia                                                     |  |  |       |  |  |                            |  |  |                              |  |
| 2. Roberto I, duca di Bar                |                               | 9. Maria di Borgogna                                |                                                                           |  |  |       |  |  |                            |  |  |                              |  |
|                                          |                               | 10. Roberto di Fiandra, signore di Cassel           | 20. Roberto III, conte di Fiandra                                         |  |  |       |  |  |                            |  |  |                              |  |
|                                          |                               | 10. Roberto di Fiandra, signore di Cassel           | 20. Roberto III, conte di Fiandra                                         |  |  |       |  |  |                            |  |  |                              |  |
|                                          |                               | 10. Roberto di Fiandra, signore di Cassel           | 21. Iolanda di Borgogna-Nevers                                            |  |  |       |  |  |                            |  |  |                              |  |
| 5. Iolanda di Fiandra, signora di Cassel |                               | 10. Roberto di Fiandra, signore di Cassel           |                                                                           |  |  |       |  |  |                            |  |  |                              |  |
|                                          |                               | 11. Giovanna di Bretagna                            | 22. Arturo II, duca di Bretagna                                           |  |  |       |  |  |                            |  |  |                              |  |
|                                          |                               | 11. Giovanna di Bretagna                            | 22. Arturo II, duca di Bretagna                                           |  |  |       |  |  |                            |  |  |                              |  |
|                                          |                               | 11. Giovanna di Bretagna                            | 23. Iolanda di Dreux                                                      |  |  |       |  |  |                            |  |  |                              |  |
| 1. Iolanda di Bar                        |                               | 11. Giovanna di Bretagna                            |                                                                           |  |  |       |  |  |                            |  |  |                              |  |
|                                          | 12. Filippo VI, re di Francia | 24. Carlo, conte di Valois                          |                                                                           |  |  |       |  |  |                            |  |  |                              |  |
|                                          | 12. Filippo VI, re di Francia | 24. Carlo, conte di Valois                          |                                                                           |  |  |       |  |  |                            |  |  |                              |  |
|                                          | 12. Filippo VI, re di Francia | 25. Margherita d'Angiò                              |                                                                           |  |  |       |  |  |                            |  |  |                              |  |
| 6. Giovanni II, re di Francia            | 12. Filippo VI, re di Francia |                                                     |                                                                           |  |  |       |  |  |                            |  |  |                              |  |
|                                          |                               | 13. Giovanna di Borgogna                            | 26. Roberto II, duca di Borgogna (= 18)                                   |  |  |       |  |  |                            |  |  |                              |  |
|                                          |                               | 13. Giovanna di Borgogna                            | 26. Roberto II, duca di Borgogna (= 18)                                   |  |  |       |  |  |                            |  |  |                              |  |
|                                          |                               | 13. Giovanna di Borgogna                            | 27. Agnese di Francia (= 19)                                              |  |  |       |  |  |                            |  |  |                              |  |
| 3. Maria di Francia                      |                               | 13. Giovanna di Borgogna                            |                                                                           |  |  |       |  |  |                            |  |  |                              |  |
|                                          |                               | 14. Giovanni I, re di Boemia e conte di Lussemburgo | 28. Enrico VII, imperatore del Sacro Romano Impero e conte di Lussemburgo |  |  |       |  |  |                            |  |  |                              |  |
|                                          |                               | 14. Giovanni I, re di Boemia e conte di Lussemburgo | 28. Enrico VII, imperatore del Sacro Romano Impero e conte di Lussemburgo |  |  |       |  |  |                            |  |  |                              |  |
|                                          |                               | 14. Giovanni I, re di Boemia e conte di Lussemburgo | 29. Margherita di Brabante                                                |  |  |       |  |  |                            |  |  |                              |  |
| 7. Bona di Lussemburgo                   |                               | 14. Giovanni I, re di Boemia e conte di Lussemburgo |                                                                           |  |  |       |  |  |                            |  |  |                              |  |
|                                          |                               | 15. Elisabetta di Boemia                            | 30. Venceslao II, re di Boemia                                            |  |  |       |  |  |                            |  |  |                              |  |
|                                          |                               | 15. Elisabetta di Boemia                            | 30. Venceslao II, re di Boemia                                            |  |  |       |  |  |                            |  |  |                              |  |
|                                          |                               | 15. Elisabetta di Boemia                            | 31. Guta d'Asburgo                                                        |  |  |       |  |  |                            |  |  |                              |  |
|                                          |                               | 15. Elisabetta di Boemia                            |                                                                           |  |  |       |  |  |                            |  |  |                              |  |

### Fonti primarie
- (LA, FR)  Recueil des historiens des Gaules et de la France. Tome 21.
- (LA, FR)  HISTOIRE ECCLESIASTIQUE ET CIVILE DE LORRAINE, Volume 2.

### Letteratura storiografica
- (FR)  Histoire généalogique de la maison royale de Dreux (Paris), Luxembourg.
- (FR)  Delachenal, R. (1916) Chronique des règnes de Jean II et de Charles V, Tome II.